# Wiślina
Wiślina (deutsch Hochzeit, kaschubisch Wislënô) ist ein Dorf und Schulzenamt (polnisch sołectwo) der Landgemeinde Pruszcz Gdański im Powiat Gdański der Woiwodschaft Pommern in Polen. Im Jahr 2021 hatte der Ort 344 Einwohner.

## Geographie

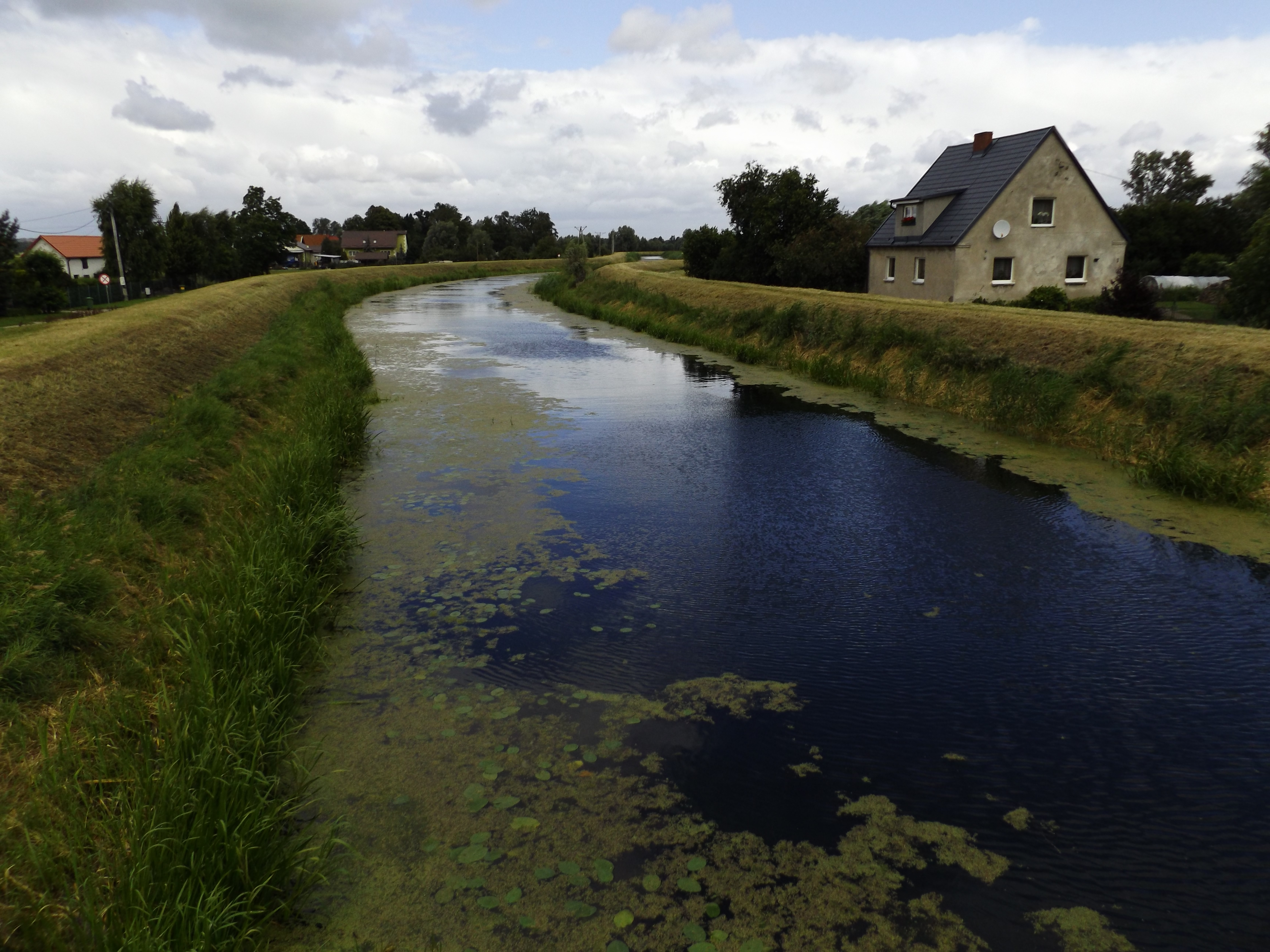
Die Motława zwischen Wiślina und Mokry Dwór

Wiślina liegt im Danziger Werder im Żuławy Wiślane (Weichsel-Nogat-Delta). Die Grenze der Großstadt Danzig liegt einen Kilometer nördlich, die Kreisstadt Pruszcz Gdański (Praust) liegt vier Kilometer südwestlich. Nachbarorte sind Dziewięć Włók (Neunhuben) im Nordosten, Bystra (Scharfenberg) im Osten, Lędowo im Süden, Mokry Dwór (Nassenhuben) im Westen, Krępiec (Krampitz) im Nordwesten und der Danziger Stadtbezirk Rudniki (Bürgerwiesen) im Norden.
Die Gemarkung des Dorfs grenzt im Westen an die Motława (Mottlau). Zum Schulzenamt Wiślina gehört der Weiler Weselno (Böttchergasse).

## Geschichte
Der Ort Hochzeit gehörte mit Nassen- und Neunhuben dem Danziger Stadtpatriziat. Mit den Polnischen Teilungen kam das Gebiet zum Königreich Preußen und zur Provinz Westpreußen. Hochzeit erhielt den Status einer Landgemeinde, zu der der Wohnplatz Böttchergasse gehörte. Der Landkreis Danzig wurde 1887 geteilt und die Ortschaft dem Kreis Danziger Niederung zugeordnet. Evangelische waren in der Mehrzahl nach Müggenhahl (polnisch Rokitnica) und teilweise nach Wotzlaff (Wocławy) eingepfarrt. Die Katholiken gingen nach Gemlitz (Giemlice) und ab 1869 nach Wotzlaff zur Kirche. Von 1905 bis 1974 bestand die Bahnstation Hochzeit, seit 1945 Wiślina, der Schmalspurbahn (750 mm) der Westpreußischen Kleinbahnen, dann der Żuławska Kolej Dojazdowa (ZKD).
Nach dem Ersten Weltkrieg kam das Gebiet der Gemeinde im Rahmen des Versailler Vertrags 1920 zum Gebiet der Freien Stadt Danzig. Nach dem Überfall auf Polen wurde diese völkerrechtswidrig zum deutschen Reichsgebiet erklärt. In der Folge des Zweiten Weltkriegs gelangte Westpreußen an Polen. Die überwiegend deutsche Bevölkerung wurde vertrieben.
Die Landgemeinde mit einem anderen Zuschnitt wurde 1954 aufgelöst und der Ort kam zur Gromada Wiślina. Die Landgemeinde Pruszcz Gdański wurde 1973 wieder eingerichtet. Diese kam 1999 zum wieder gegründeten Powiat Gdański und zur neuen Woiwodschaft Pommern. Von 1945 bis 1998 gehörte das Gemeindegebiet zur verkleinerten Woiwodschaft Gdańsk, bzw. zu deren Vorgängerin.

## Denkmalgeschützte Sehenswürdigkeiten

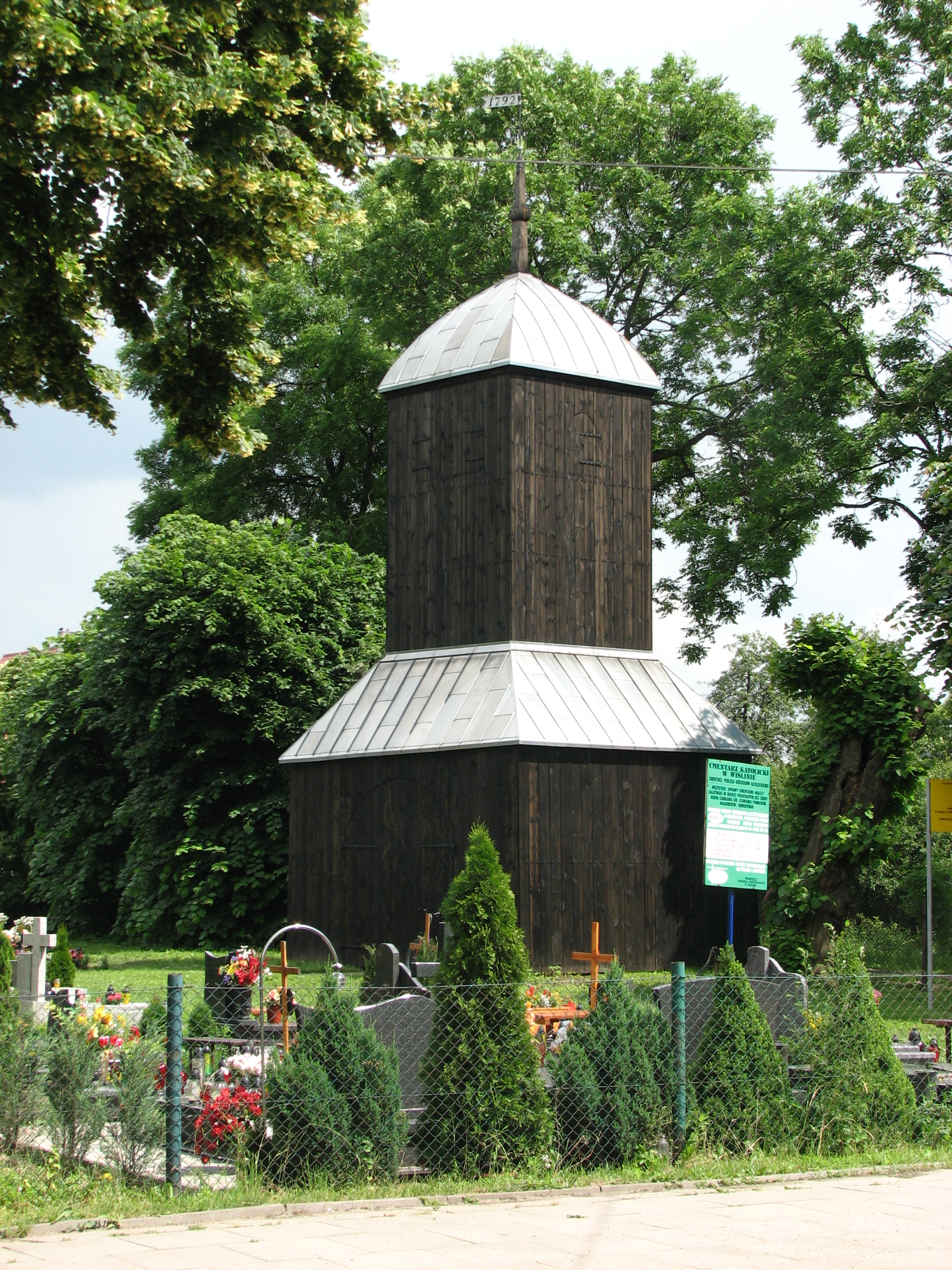
Glockenturm auf dem Friedhof

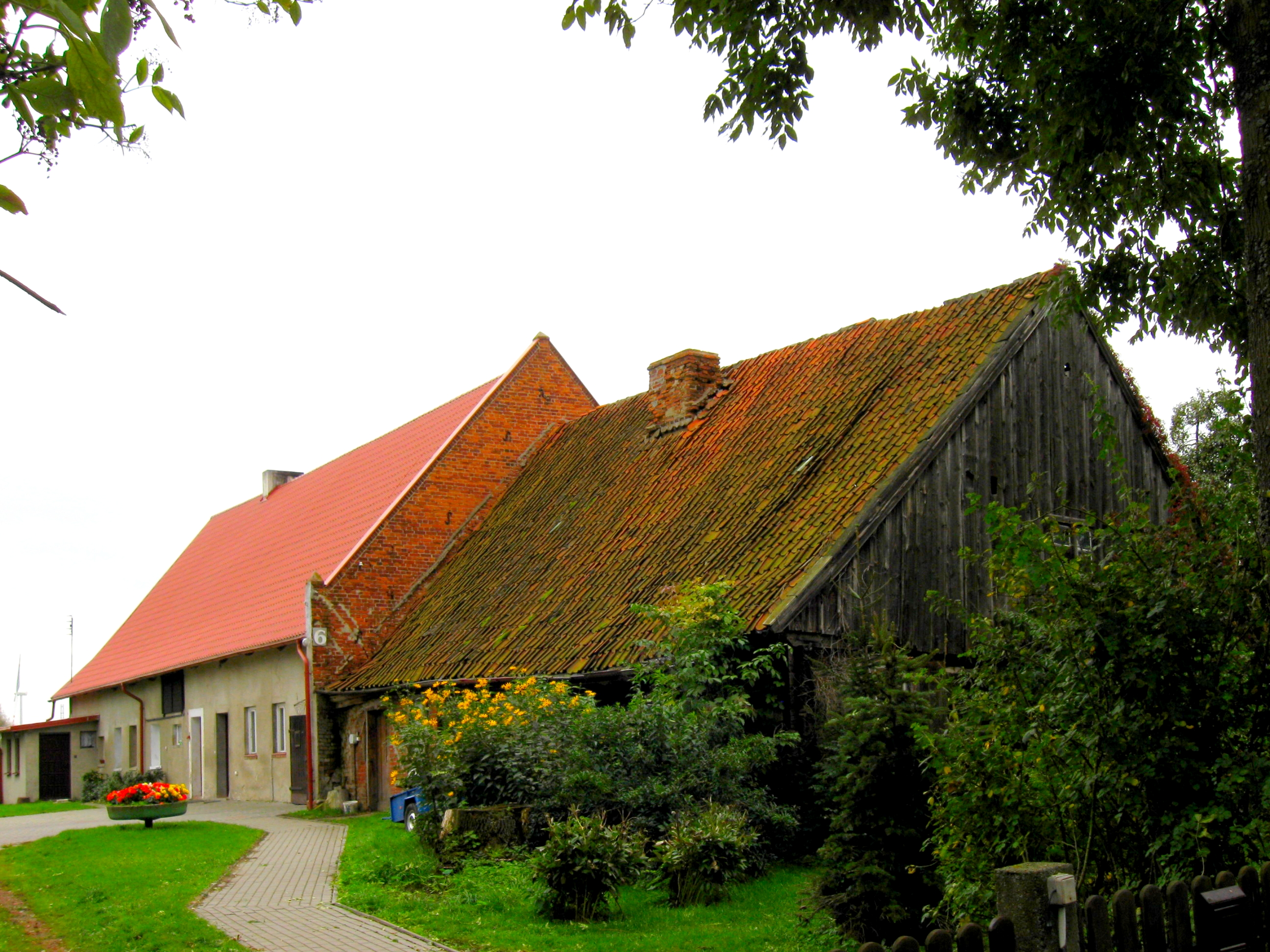
Wohnhaus in der ul. Gdańska 6 (vorne)

- Hölzerner Glockenturm auf dem Friedhof, 1792 errichtet[7]
- Holzhaus Nummer 33, 1830 errichtet[8]
- Wohnhaus in der ulica Gdańska 6[9]
- Wohnhaus in der ulica Słoneczna 27[10]

## Verkehr
Die Woiwodschaftsstraße DW226 führt von Wiślina über Weselno und Dziewięć Włók zur Auffahrt Gdańsk Wschód (Danzig-Ost) der Schnellstraße S7 (Europastraße 77). In der anderen Richtung führt die DW226 über Pruszcz Gdański, wo weitere Fernstraßen erreicht werden, nach Horniki (Hornikau) im Powiat Kościerski.
Der nächste Bahnhof ist Pruszcz Gdański, der nächste internationale Flughafen Danzig.